# Daniel Roesner
Daniel Roesner (Wiesbaden, 20 januari 1984) is een Duits acteur. 
Zijn filmdebuut maakte hij met de korte film Die trojanische Kuh in 2006
Roesner speelt vanaf 2016 Paul Renner, een hoofdrol in de populaire actie serie Alarm für Cobra 11 – Die Autobahnpolizei. Hij is de 8ste partner van hoofdrolspeler Erdogan Atalay, die er al bij is sinds 1996. Voordat hij de rol in Cobra 11 kreeg, had Roesner twee gastrollen in de serie.
Daniel Roesner volgde van 2003 tot 2004 een opleiding als acteur in de Verenigde Staten. Hij bezocht de New York Film Academy in Los Angeles, en volgde daarna nog een opleiding in Hollywood bij het Theatre of Arts. 
Van 2004 tot 2006 speelde hij ook in verschillende theaters in Amerika.
Roesner is gek op surfen en in diverse interviews blijkt dat hij veel stunts zelf uitvoert in Cobra 11.

## Filmografie
- 2005: Die Wolke
- 2006–2007: Verliebt in Berlin
- 2008: Zwerg Nase
- 2008: Mord in bester Gesellschaft: Die Nächte des Hernn Senator (aflevering 3)
- 2008: Kommissar Stolberg – Die besten Jahre
- 2008: Ein Engel für alle
- 2009: Ein Fall für zwei - Kleiner Satellit
- 2009: Liebe in anderen Umständen
- 2010: Ein ruhiges Leben – Die Mafia vergisst nicht
- 2010: Die Wanderhure (televisiefilm)
- 2010: Die Rache der Wanderhure (televisiefilm)
- 2010: Wilde Wellen – Nichts bleibt verborgen (televisie-vierdeler)
- 2010: Tatort – Der Polizistinnenmörder
- 2011: Zimmer 205 – Traust du dich rein?
- 2011: Der letzte Bulle - Das fünfte Gebot
- 2011: Unter Umständen verliebt
- 2012: SOKO Stuttgart - Ein Dorf sieht Rot
- 2012: Wilsberg – Aus Mangel an Beweisen
- 2012: Wilsberg – Die Bielefeld-Verschwörung
- 2012: SOKO Donau - Treibjagd
- 2012: Rosamunde Pilcher - In der Mitte eines Lebens
- 2013–2015: Kripo Holstein – Mord und Meer (23 afleveringen)
- 2013: Turbo & Tach (pilotaflevering)
- 2014: Der Alte - Heißes Blut: Vitus Steinlechner
- 2014: Hin und weg
- 2014: Tatort – Todesspiel
- 2015: Heldt – Traumpaar
- 2015: Süßer September
- 2015: Meine allerschlimmste Freundin
- 2015: SOKO Kitzbühel - Ball des Anstoßes
- Sinds 2016: Alarm für Cobra 11 – Die Autobahnpolizei (73 afleveringen)

- 2021: Schwester, Schwester – Hier liegen Sie richtig!
- 2021: Retter der Meere: Tödliche Strandung
- 2023: Leon – Kämpf um deine Liebe

- Gemeinsame Normdatei: 1023009196
- International Standard Name Identifier: 0000 0001 3304 3056
- Système universitaire de documentation: 14308769X
- Virtual International Authority File: 209127225
- WorldCat: E39PBJvmK8gjPbHyBHfctYM3wC